# Juanribe Pagliarin
Juanribe Pagliarin (Piracicaba, São Paulo, 14 de julho de 1955) é um conferencista, publicitário, advogado, teólogo, escritor e pastor pentecostal brasileiro. É o fundador e presidente vitalício da Comunidade Cristã Paz e Vida, destacando-se também como idealizador e implementador da Rádio Feliz FM e da TV Feliz. Juanribe é o criador do projeto Pregadores do Telhado e fundador da Primeira Escola Superior de Teologia do Brasil, a primeira a oferecer cursos totalmente gratuitos para a população.
Além de suas responsabilidades pastorais, Juanribe Pagliarin é um produtivo autor, escrevendo vários livros e artigos que abordam a vida de Jesus e temas cristãos. Sua contribuição estende-se além das fronteiras nacionais, com a distribuição gratuita de seus livros em todo o Brasil, África, Israel e Europa. Em 2019, nos Estados Unidos, recebeu o título honorário de Doctor of Christian Ministry pela Cela International University, na Flórida.
As Ilustrações do Reino de Deus e as Mensagens de Paz e Vida, criadas e pregadas pelo Pastor Juanribe, tornaram-se fenômenos de audiência tanto no rádio quanto na TV, cativando uma audiência diversificada e promovendo reflexões sobre uma variedade de temas.O maior acervo de mensagens e ilustrações cristãs do Brasil, disponível em formato de áudio e vídeo, é de propriedade do Fundador e Presidente da Comunidade Cristã Paz e Vida. Esse acervo, que totaliza mais de 3.200 arquivos, é disponibilizado de forma gratuita ao público, visando o compartilhamento do ensino e das pregações realizadas ao longo dos anos. Seus podcasts, disponíveis em diversas plataformas, alcançam ouvintes em centenas de países ao redor do mundo, incluindo nações da cortina de ferro. Juanribe Pagliarin é conhecido por sua influência global e dedicação ao ensino e difusão dos princípios cristãos.

## Biografia
Juanribe Pagliarin (Piracicaba, São Paulo, 14 de julho de 1955) é um pastor evangélico ítalo-brasileiro, fundador e líder da Comunidade Cristã Paz e Vida. Nascido filho do Pastor Ulysses Pagliarin e D. Elza Ricce Pagliarin, é casado com Deise Ferraz Pagliarin e pai de três filhos: Giancarlo Pagliarin, Bianca Pagliarin e Geórgia Pagliarin. Além disso, é avô de seis netos: Gabriel, Gianpaolo, João Mateus, Georgia Paola, Giovana e Bella Paola.

## Infância e Juventude
Nascido em Piracicaba, aos 5 anos sua família mudou-se para São Caetano do Sul e depois para Santo André. Aos 14 anos ingressou na General Motors Brasil como office-boy e a empresa lhe pagou um curso de Contabilidade. Mas a sua paixão era o desenho artístico e a arte. No entanto, aos 20 anos, seguindo sua paixão pelo desenho, abandonou a GM para buscar uma carreira como publicitário na área de criação.

## Experiência Sobrenatural e Conversão
Em 17 de maio de 1976, durante a madrugada, Juanribe teve uma experiência sobrenatural que transformou a sua vida, levando-o à conversão ao cristianismo. Após esse evento, seu tio, o renomado Pastor Jayme Pagliarin, influenciou-o a congregar na Igreja do Evangelho Quadrangular.

## Início Ministerial e Fundação da Paz e Vida
Juanribe iniciou sua trajetória ministerial na Igreja do Evangelho Quadrangular, sendo consagrado evangelista e pastor. Simultaneamente, gerenciava sua agência de propaganda nas Perdizes. Essa dupla jornada - publicitário de dia e pastor à noite e fins de semana - levou-o a um desgaste físico muito grande e Juanribe decidiu que iria dedicar-se unicamente à publicidade. Até que um de seus clientes - um rico empresário da Zona Franca -, ofereceu-lhe uma grande oportunidade para trabalhar em Manaus, ganhando em dólar, e ainda mantendo a conta da empresa na sua agência de propaganda.
Seus próximos anos em Manaus são de prosperidade e mordomias. Porém, seu coração sentia-se infeliz. Um determinado dia, o pastor dirigente da Igreja do Evangelho Quadrangular de Manaus encontra, por acaso, com Juanribe e o convida para pregar na sua Igreja, recebendo várias negativas. Depois de muita insistência, Juanribe aceita o convite e prega para um pequeno público de dez pessoas. Naquela pequena reunião um homem que andava de muletas há muitos anos, ao receber sua imposição de mãos, passou a andar perfeitamente. Na semana seguinte, de volta àquela pequena reunião, uma multidão o aguardava.
Como estava decidido a dedicar-se exclusivamente à publicidade - pois esta lhe dava todo o seu sustento e prosperidade - Juanribe agora passa a perguntar para Deus: “o que será que o Senhor quer de mim?”.
Foi naquela mesma semana que, estando debruçado sobre a sua prancheta de arte, lhe veio o nome “Paz e Vida”, que ele anotou em um papel. Pensou que, talvez, fosse o nome de algum ministério itinerante, mas em seguida, lhe veio a frase “Comunidade Cristã”. Ao juntar as duas inspirações surgiu o nome “Comunidade Cristã Paz e Vida”, muito incomum na época. Percebeu na hora, que era Deus lhe mostrando o que queria dele: a abertura de uma nova denominação no Brasil.
Entusiasmado, Juanribe comunicou o seu contratante que estava se desligando da empresa e voltando para São Paulo. De posse do nome Comunidade Cristã Paz e Vida, recebeu também o versículo-chave daquele novo ministério: Mateus 23:37. O logo da Paz e Vida foi desenhado por Juanribe Pagliarin e teve como inspiração aquelas palavras do Senhor Jesus.
Em 1983, usando seus próprios recursos financeiros, Juanribe inaugura a primeira Igreja da Comunidade Cristã Paz e Vida, no Centro de São Paulo, na conhecida Avenida Rio Branco, 511.

## Expansão e Desafios
A Comunidade Cristã Paz e Vida enfrentou desafios financeiros nos primeiros anos, o que obrigou Juanribe Pagliarin a trabalhar de dia na sua agência e pastorear a Paz e Vida à noite, na esperança de que um dia a mesma tivesse autonomia para se manter. Por mais de uma década, a Paz e Vida ficou estagnada, sem crescimento algum. Em 1994, Juanribe Pagliarin tomou a decisão de deixar a sua agência e os compromissos publicitários para se dedicar exclusivamente à Igreja. Foi a partir daí que começou a dissipar todo o patrimônio que havia conquistado nos anos de publicidade, fracassando sempre, a ponto de não ter mais casa para morar. Quando faliu completamente, teve um sonho onde Jesus lhe apareceu e lhe deu um “tesouro vivo”, dizendo: “Tudo isso é teu, porque não me negaste nem a tua casa da zona leste”.
Foi a partir de então que coisas inexplicáveis começaram a acontecer e, mesmo sem dinheiro, Juanribe conseguiu o seu primeiro programa de rádio na Morada do Sol AM 1260, dia 02/06/1994, e sem experiência alguma como radialista ou qualquer estratégia publicitária, a sua comunicação espontânea fez a pequena e vazia Igreja na Av. Rio Branco, 511 torna-se febre em São Paulo a ponto de precisar fazer reuniões concorridas todas as noites. A quantidade de pessoas se multiplicou tanto que, para atender o público, começou a fazer reuniões de dia também. Após seis meses de sucesso, Juanribe conseguiu convencer o seu irmão Hideraldo a deixar o seu trabalho secular e se dedicar exclusivamente à Igreja, garantindo-lhe sustento.
A Paz e Vida continuou a sua rota de crescimento acelerado e, em 1996, Juanribe Pagliarin conseguiu convencer seus dois outros irmãos, Misael e Rodney, a saírem da Assembleia de Deus e de seus empregos seculares para ajudá-lo na Paz e Vida.
Anos depois, seus três irmãos resolvem seguir caminhos próprios e independentes. A tristeza sentida por Juanribe Pagliarin, por se sentir sozinho, foi compensada por Deus com um crescimento extraordinário e hoje a Comunidade Cristã Paz e Vida tem Igrejas e representantes em todo o Brasil e Portugal, além de uma vasta rede de rádios e Tvs, e milhares de obreiros e Pastores que dirige.

## Expansão Nacional e Internacional
Ao longo dos anos, a Paz e Vida expandiu-se nacional e internacionalmente, tornando-se uma presença marcante em Portugal e no Brasil.

## Legado e Reconhecimento
Juanribe Pagliarin é reconhecido por suas mensagens e livros, agora disponíveis em inglês e francês. Seus podcasts, amplamente acessados em diversas plataformas, alcançam audiências em todo o mundo, inclusive em países com restrições religiosas.

## Vida Pessoal
Casado com Deise Ferraz Pagliarin, Juanribe é pai e avô dedicado, buscando conciliar sua vida familiar com o compromisso pastoral e a liderança da Comunidade Cristã Paz e Vida.

## Ilustrações e Mensagens
O Pastor Juanribe Pagliarin iniciou sua incursão no mundo dos programas de rádio, consolidando sua presença nacional por meio das icônicas "Ilustrações do Reino de Deus". Nestas narrativas, que mesclam histórias reais e fictícias com um fundo moral e lições de vida profundas, ele conquistou reconhecimento. Atualmente, detém o maior acervo dessas ilustrações e mensagens em língua portuguesa, sendo 1031 Ilustrações do Reino de Deus em áudio, 1670 pregações diferentes e 535 em vídeo. Todo esse acervo é distribuído de forma gratuita pelo Ministério Pregadores do Telhado.
As Ilustrações e Mensagens de Juanribe Pagliarin encontram-se acessíveis gratuitamente nas plataformas do YouTube e de podcasts. Milhares de pessoas no Brasil e ao redor do mundo têm acesso a esses conteúdos, destacando a abrangência global de sua influência e a disseminação de suas reflexões, inclusive nos países da cortina de ferro, como China e Coreia do Norte, além de países muçulmanos.

## Livros
- O Céu pode ajudar (1987)
- Liberte-se da Doutrina dos Homens (1998)
- O Evangelho Reunido (2005)[11]
- Jesus, A Vida Completa (2006)[12]
- Quando Não dá Mais (2014)[10][13]
- Parakletos (2018)
- Tudo Pelo Sangue (2023)
- Quando não dá mais (2024) [14]
- Em que cremos (2025) [15]

## Jornada Mundial da Juventude em 2013
Em 2013 o nome do pastor Juanribe volta à mídia mais uma vez, quando escreveu uma carta aberta ao Papa Francisco, relatando sobre sua desaprovação do uso de verbas públicas para a realização da Jornada Mundial da Juventude de 2013.

## Títulos e Homenagens
No Rio de Janeiro, recebeu os seguintes títulos: Cidadão do Estado do Rio de Janeiro (2014) e a mais alta condecoração do Estado fluminense: a Medalha Tiradentes (2005).
Em Belo Horizonte, recebe o Título de Cidadania Honorária (2017)
No Rio Grande do Norte, recebeu os títulos de Cidadão Potiguar e Cidadão Natalense.
Em São Paulo (2001), recebeu o Título de Cidadão Paulistano e mais recentemente, em 2023, a Salva de Prata, por conta dos 40 anos da Comunidade Cristã Paz e Vida e por relevantes serviços prestados na cidade, a Câmara dos Vereadores realizou sessão especial na Sede Nacional da Paz e Vida e entregou-lhe a mais alta honraria concedida a uma instituição.
No dia 19 de maio de 2024, nas Alagoas, recebeu a Comenda Pastor José Antonio dos Santos, honraria concedida pela Câmara Municipal de Maceió, por incentivar ações que seguem os princípios de fé, serviço e dedicação ao próximo defendidas pela Palavra de Deus, através da Comunidade Cristã Paz e Vida e do Ministério Pregadores do Telhado.
No dia 7 de julho de 2024, na Sede Regional da Paz e Vida na cidade de Guarulhos, em São Paulo, o Pastor Juanribe Pagliarin recebeu o título de cidadão guarulhense, honraria proposta pela vereadora Vanessa de Jesus. 
Em 29 de setembro de 2024, o Pastor Juanribe Pagliarin, fundador e presidente vitalício da Comunidade Cristã Paz e Vida, foi agraciado com a Medalha Pedro Ernesto , a mais alta honraria concedida pela Câmara Municipal do Rio de Janeiro. A medalha é destinada a personalidades e instituições que se destaquem significativamente na sociedade, seja no âmbito nacional ou internacional. A entrega ocorreu na sede estadual da Paz e Vida no Rio de Janeiro, localizada na Vila da Penha, através de Eliseu Kesller, vereador carioca, requerente da honraria. No mesmo dia, 29 de setembro de 2024, o Pastor Juanribe Pagliarin também foi homenageado pela Academia Brasileira Teológica de Letras, recebendo os seguintes títulos: "Acadêmico Imortal" , ocupando a cátedra número 6, de caráter patronímico perpétuo; uma "Comenda do Mérito Jurídico"; uma "Comenda Eclesiástica"; e o título honorífico de Doutor Honoris Causa em Teologia. 

No dia 16 de novembro de 2024, na Expo Gospel Niterói, o Pastor Juanribe Pagliarin recebeu a honraria de Cidadão Niteroiense, proposta pelo Vereador Fabiano Gonçalves.